# W Lyrae
W Lyrae är en pulserande variabel av Mira Ceti-typ (M) i stjärnbilden Lyran. 
Stjärnan varierar mellan visuell magnitud +7,3 och 13 med en period av 197,88 dygn.